# Festuca rothmaleri
Festuca rothmaleri là một loài thực vật có hoa trong họ Hòa thảo. Loài này được (Litard.) Markgr.-Dann. mô tả khoa học đầu tiên năm 1978.